# 실온
실온(室溫, 영어: room temperature)은 대략 섭씨 21-23 도 (294-296 켈빈)의 온도를 말한다. 
식품공전에서는 온도의 표시는 셀시우스법(°C)을 쓰며, 표준온도는 20°C, 상온은 15~25°C, 실온은 1~35°C, 미온은 30~40°C로 한다. 또한 따로 규정이 없는 한 찬물은 15°C이하, 온탕 60~70°C, 열탕은 약 100°C이다.
차고 어두운 곳(냉암소)이라 함은 따로 규격이 없는 한 0 ~15°C의 빛이 차단된 장소를 말한다.   

## 같이 보기
- 실내 공기질